# Історія Латвії
Історія Латвії — події на території сучасної Латвії з початку розселення там людей в X—IX тисячолітті до нашої ери і досі.

## Давні часи

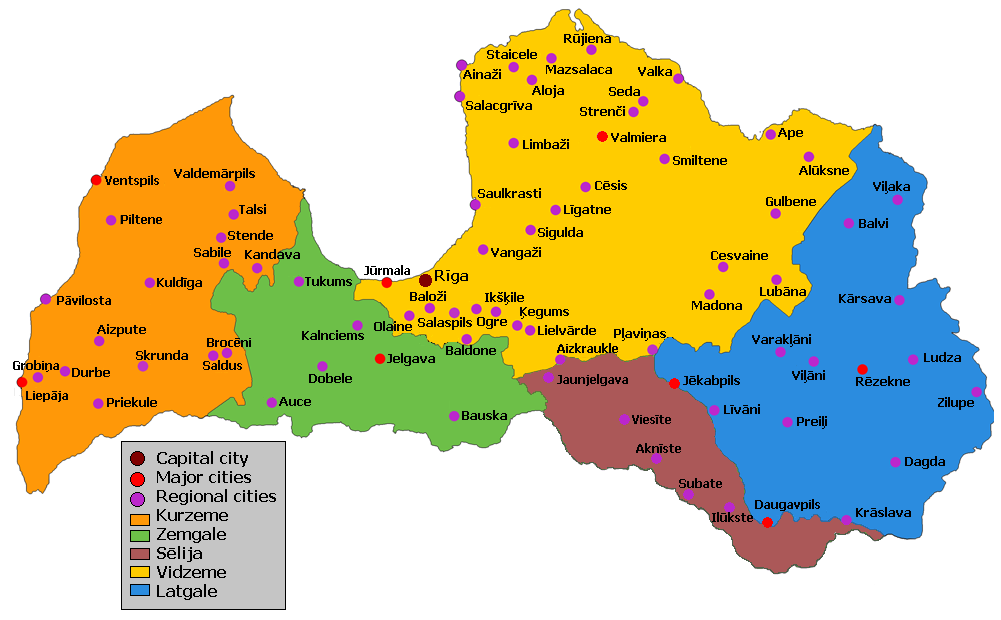
Історичні регіони Латвії:
Курляндія
Курляндія (власне)
Семигалія
Селія
Лівонія
Лівонія
Латгалія

Першим населенням на території сучасної Латвії, включаючи Курляндію, були фінські племена. У 2500—2000 роках до н. е. на півдні й заході Курляндії оселилися індоєвропейці — стародавні балти, прямі предки сучасних латишів і литовців. На початку нашої ери балти зайняли терени усієї Курляндії на південь від річки Західна Двіна (Даугава, Дюна) і південну частину східної Лівонії. Лише невелика територія на півночі Курляндії залишалася під контролем фінського народу лівів. На початку ІХ ст. балти окупували усі землі сучасної Латвії, за винятком Західної Лівонії і Північної Курляндії. Вони відтіснили фінські племена на північ до Естонії. Частина лівів, які лишилися були асимільовані латиськими племенами — куршами, земгалами і селами.
Курші, що дали назву Курляндії, мешкали на заході цього регіону, земгали — в центрі (у Семигалії), а сели — на крайньому сході (в Селії). Вони займали південні береги Двіни, на північ від якої жили латгали і летти. Балти займалися землеробством і скотарством; ліви ж практикували, переважно мисливство і рибальство. Балтійські й фінські суспільства були стратифікованими, мали знать, вільних і рабів. Центрами політичного життя слугували укріплені городища. Найбільш передовими були земгали і курші, які на ХІІІ ст. утворили надродові племінні союзи. Їх очолювали вожді або князі, яких німецькі хроніки називали «королями» (лат. reges).
У ІХ—ХІІ ст. фіни і балти, особливо курші, часто контактували із вікінгами. Останні заснували ряд фортифікованих поселень на берегах Курляндії, що були центрами торгівлі місцевим бурштином і транзитними пунктами на шляху до Дніпра і акваторії Чорного моря. Курші ж намагалися витіснити вікінгів з регіону і здійснювали напади на Готланд, Данію, Швецію, а в ХІІ—ХІІІ ст. грабували скандинавські й німецькі купецькі судна в Балтиці. Відомості про вікінгів у Курляндії знаходимо у праці архієпископа Рімберта (870), який згадує, що 853 року курші звільнилися від щведського панування, відбили напад данців й згодом уклали мир зі шведами. Справу вікінгів у Курляндії і Семигалії продовжували їхні нащадки — руські князі. Зокрема, у «Повісті временних літ» згадується під 1107 роком невдалий похід полоцького князя Рогволода Всеславича з дружиною на земгалів, у якому загинуло 9 тисяч вояків.
Від початку нашої ери територія сучасної Латвії стає місцем перетину торговельних шляхів. Із Скандинавії до Києва і Візантії через Латвію по річці Даугаві пролягав прославлений шлях, що згадується у давніх хроніках під назвою «з варяг у греки». Давні балти брали активну участь у торговельних відносинах. Узбережжя Латвії на всьому континенті було знане як місце видобутку бурштину. У стародавні часи і в середні віки у багатьох місцях бурштин був дорожчим за золото. Латвійський бурштин знали навіть у давній Греції і в Римській імперії.

## Середньовіччя

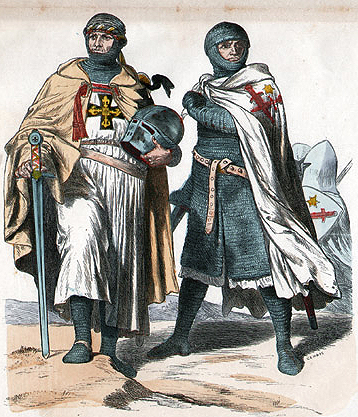
Лівонський орден — лицарі.

На початку X ст. у давніх балтів поступово формуються культури окремих балтійських племен: латгалів, куршів, селів, земгалів. Найчисленнішим було плем'я латгалів, яке випередило інші племена у створенні своєї державності. Своєю чергою курші у XII і XIII ст.ст. жили за рахунок інтенсивного завоювання та пограбування інших територій, тому на західному узбережжі Балтійського моря їх називали «балтійськими вікінгами». Племена земгалів і селів були знані як миролюбні і заможні селяни.
X ст. — існування трьох самостійних князівств на території Латвії.
У кінці XII ст. на території сучасної Латвії з'явилися німецькі купці, за якими прийшли проповідники християнської релігії. Останні хотіли навернути у християнство язичницькі балтійські й угро-фінські племена. Язичники балти без особливого захоплення прийняли чужу віру і всіляко чинили опір хрещенню. Це стало відомо Папі Римському, який вирішив організувати хрестовий похід проти непокірних Балтійських народів. Поступово долаючи опір, німецькі хрестоносці підкорили ливів і в 1201 році заснували Ригу, яка стала столицею архієпископа (а також найбільшим і наймальовничішим містом на північно-східному узбережжі Балтійського моря) і плацдармом для підкорення нових земель. Латиські племена наполегливо чинили опір німецькій експансії і здобували важливі перемоги (зокрема, біля Дурбенського озера у 1260 р.).
1201 р. — німецькі купці заснували м. Ригу. 1205–1214 р. — німецький орден мечоносців захопив усю територію країни.
ХІІІ в. — землі Латвії ввійшли до складу конфедерації німецьких князівств — Лівонії.
16-е ст. — У Лівонії під впливом Німеччини відбувається лютеранська Реформація церкви.
1558 р. — початок Лівонської війни.
1562 р. — утворення залежного від Польщі герцогства Курляндії і Семигалії. Натомість Ліфляндія(Відземе) і Латгалія безпосередньо приєднуються до Великого князівства Литовського(з 1569 року — Речі Посполитої).
1629 р. — Рига і західна частина країни (Ліфляндія\Відземе) завойована шведами.

## Новий час
1710 р. — російські війська взяли Ригу.
1721 р. — колишні шведські території в Латвії ввійшли до складу Росії.
1772 р. — Латгалія згідно з Першим поділом Речі Посполитої відходить до Російської імперії.
1795 р. — Герцогство Курляндії і Семигалії також підлегле Російської імперії.
У 1868 р. була заснована Ризька латиська асоціація, однак латиські націоналісти не отримали підтримки з боку державної влади. Навпаки, російський уряд у 1880-х рр. розпочав активну русифікацію. Подвійний тиск з боку німців і росіян посилив латиський націоналізм і вимоги щодо створення незалежної держави.

## Ліфляндська губернія (1798—1918)
Див. Ліфляндська губернія

## Курляндська губернія (1796—1918)
Див. Курляндська губернія

## Обер Ост (1914—1919)
Див. Обер Ост

## Герцогство Курляндії і Семигалії (1918)
Див. Герцогство Курляндії і Семигалії (1918)

## Об'єднане Балтійське герцогство (1918)
Див. Об'єднане Балтійське герцогство

## І-ша Республіка (1918—1940)
1917—1918 р. — німецька окупація Латвії в ході І світової війни.
18 листопада 1918 року була проголошена незалежність Латвійської Республіки. Латиші створили демократичну країну, яка гарантувала свободу слова і право на господарність людям різних національностей. Створення незалежної держави було найважливішим досягненням нації в XX-му столітті. Незалежність Латвії, проте, перебувала під загрозою Червоної Армії і більшовиків. 17 грудня Латвійська більшовицька рада проголосила Латвійську Соціалістичну Радянську Республіку (ЛСРР), а 3 січня 1919 року окупували Ригу. 22 травня більшовицькі загони були вибиті з Риги, влітку 1919 року Тимчасовому уряду Латвійської Республіки вдалося сформувати збройні сили. ЛСРР обмежилася окупацією лише Латгалії. 13 січня 1920 року ЛСРР було розпущено, 1 лютого радянські окупанти залишили Латвію. Під час Війни за незалежність з 1918 по 1920 роки армія Латвії була змушена боротися проти Червоної Армії, різних частин німецької армії, а також Добровольчої армії Західної Росії на чолі з генералом Бермондт-Аваловим. Перемога латвійцям коштувала дорого—в ті роки загинуло понад 3 000 людей.
Після війни  було організовано загальні вибори та створено установчі збори на яких було прийнято Конституцію (Сатверсме) Республіки. Латвія стала парламентарною демократичною республікою. До 1940 року латиші брали участь в чотирьох виборах парламенту (Сейму). Парламентом було обрано президенти Латвії — Яніс Чаксте (двічі), Ґуставс Земґалс і Альбертс Квіесіс.
Першочерговим завданням зовнішньої політики Латвійської Республіки було збереження миру і міжнародне визнання держави у світі. 11 серпня 1920 року уклали мирний договір з радянською Росією. В договорі наголошувалося, що Радянська Росія мала визнати незалежність країни і відмовитися від усіх територіальних претензій на землі Латвії. 26 січня 1921 року Латвійська Республіка була визнана де-юре західними країнами. 
Однією з перших політичних цілей Латвійської держави була реалізація аграрної реформи: поділ великих садиб. Таким чином, було отримано приблизно 65 тисяч нових фермерських господарств. Це було особливо важливим, бо в 1930-ті роки більшість населення Латвії проживало в сільській місцевості. У цей період існування незалежної республіки Латвії вдалося оговтатися від війни і відновити свою інфраструктуру, промисловість і сільське господарство. Також створювалися успішні торгові і промислові компанії, які постачали свою продукцію на внутрішній і зовнішній ринки. У 1930-ті роки льон, насіння льону, масло, м'ясо та інші продукти сільського господарства і харчової промисловості поряд з тканинами, текстильними та дерев'яними виробами становили значну частину латвійського експорту. У той час Латвія досягла успіху в електротехнічній та автомобільній промисловостях. Якість радіоприймачів, телефонів, камер і інших пристроїв, вироблених ДЕФ (Державна електрофабрика) було добре відомо в Латвії та за кордоном.
Латвійська промисловість постраждала під час глобальної економічної кризи на початку 1930-х років. Протягом цього періоду значно збільшилося безробіття.
15 травня 1934 року в результаті державного перевороту, Карліс Улманіс став прем'єр-міністром Латвійської Республіки. Таким чином, демократична система була розхитана, парламент був розпущений і введений авторитарний режим. Проте, темні часи латиській нації передбачалися попереду. Відповідно до секретного протоколу, прикріпленому до так званого пакту Молотова — Ріббентропа (укладеного 23 серпня 1939 року, між нацистською Німеччиною і СРСР про розподіл Східної Європи), Латвія втратила свою незалежність 17 червня 1940, коли танки червоної армії увійшли до Латвії.

## Включення до складу СРСР
З початком Другої світової війни для економіки балтійських країн склалась несприятлива ситуація. Порушились торговельні зв'язки з Англією та Францією і, навіть, з Німеччиною. Істотно зменшилась кількість сировини, що надходила з-за кордону до промислових підприємств, відповідно зросло безробіття. Одночасно, Німеччина та Радянський Союз підписали таємну угоду про розподіл «сфер державних інтересів», за якою держави Балтії відходили до сфери Радянського Союзу.
17 вересня 1939, коли розпочалась Радянсько-польська війна, Радянський Союз надіслав дипломатичним представникам 24 країн,— і серед них Латвії, Литви, Естонії, Фінляндії,— ноту, де вказав, що «У відносинах з ними СРСР буде провадити політику нейтралітету». Але вже 25 вересня Сталін у розмові з послом Німеччини фон дер Шуленбургом заявив, що він має намір «вирішити проблему балтійських країн згідно з секретним протоколом» і, в зв'язку з цим, очікує на підтримку німецького уряду.
Під час розмови з Г. Димитровим 25 жовтня 1939 року Й. Сталін сказав:

| Радянське керівництво вважає, що пактами про взаємодопомогу з Естонією, Латвією та Литвою знайдена форма, котра дозволить Радянському Союзові включити до своєї орбіти ряд країн. Але для цього поки що треба суворо дотримуватись їх внутрішнього режиму та суверенітету, не домагаючись радянізації. Настане час, продовжував Сталін, коли вони самі це зроблять[6]. |
Гітлер розумів наміри Сталіна у Балтії таким чином, що балтійські країни обов'язково будуть включені до складу Радянського Союзу і дав Сталіну «карт-бланш». На географічних картах, що вийшли друком у Німеччині 1 квітня 1940 року (а складених ще у березні), території Естонії, Литви, Латвії були позначені як складові Радянського Союзу. Радянський Союз окупував їх лише влітку.
- 1940 р. — приєднання Латвії до СРСР. Створення Латвійської РСР.
- 1941—1944 р. — на території країни знаходилися німецькі війська, було створено Генеральну округу Латвія.
- 1944—1956 р. — партизанська боротьба латишів проти Рад не увінчалася успіхом. У березні 1949 року до інших віддалених частин СРСР було депортовано близько 90000 литовців, латишів та естонців. Ця депортація мала кодову назву — операція «Прибій». Вже на початку 1950-х років рух опору був майже викорінений. Партизанська війна у Латвії продовжувалася до 1956 року і прийняла форму громадянського конфлікту.

У післявоєнні роки почалося відновлення промисловості й інших галузей народного господарства. У республіці було створено або модернізоване кілька великих промислових підприємств, зокрема RAF, РВЗ, VEF.
З початком перебудови в 1987 р. в столицях країн Балтії почалися масові протести. 1988 року виникли перші перебудовні руху. Найбільше з них — Народний фронт Латвії — поступово прийшло до влади в 1989—1990, закликаючи до незалежності і ринковим реформам.
Протистояв Народному фронту Латвії інтерфронт, який виступав за інтернаціоналізм і збереження Латвії в складі Радянського Союзу. Він не мав такої широкої підтримки.
Народний фронт Латвії співпрацював з Народним фронтом Естонії та литовським рухом «Саюдіс». 23 серпня 1989 всі три рухи здійснили спільну акцію «Балтійський шлях», приурочену до 50-й річниці Пакту Молотова — Ріббентропа. Ланцюжок, утворений з людей, що взялися за руки, простяглася через територію всієї Балтії — від башти Довгий Герман в Таллінні до Вежі Гедиміна у Вільнюсі.
4 травня 1990 новообраним Верховною Радою ЛРСР була прийнята Декларація про відновлення незалежності Латвійської Республіки. Одночасно був скликаний Конгрес Громадян Латвійської Республіки, на виборах якого, на відміну від виборів у Верховну Раду, брали участь тільки особи, що були громадянами Латвії до її приєднання до СРСР та їхні нащадки. Майже через рік після цієї події, у січні 1991, радянське керівництво почало здійснювати спроби повернути під свою юрисдикцію відновлену Латвійську державу.
13 січня 1991 у Ризі відбулася масова (більше півмільйона чоловік; тогочасна преса наводить дані у 800 тис. чоловік) акція протесту проти здійснення радянською армією та спецпризначенцями насильницьких дій по відношенню до протестувальників у столиці сусідньої Литви Вільнюсі. Жителі Риги, передбачаючи сутички з радянськими військовими, почали споруджувати у своєму місті барикади, особливо біля об'єктів, які мають важливе стратегічне значення, — Верховної Ради, Ради міністрів, місць ведення теле- та радіотрансляції та ін.
Комуністична партія Латвії цього ж дня прийняла постанову, у якій пролунали наступні вимоги до Верховної Ради та Ради міністрів Латвії: зупинення процесу підвищення цін, призначення позачергових виборів у Ради народних депутатів та добровільна відставка; у разі невиконання цих вимог латвійська Компартія погрожувала переходом усієї повноти влади до Вселатвійського комітету громадського порятунку. Разом з тим Комуністична партія Латвії попросила М. Горбачова взяти республіку під свій особистий контроль.
Голова Верховної Ради Латвії разом зі своїми колегами з Росії, Литви та Естонії підписав у Талліні спільне звернення голів парламентів чотирьох республік до Генерального секретаря ООН із закликом терміново провести міжнародну конференцію під егідою ООН, під час якої повинні бути врегульовані важливі питання стосовно країн Балтії. Також між цими країнами юридично були встановлені міждержавні відносини.
Серед усіх важливих об'єктів найнадійніше захищеною барикадами була Верховна рада Латвії.
15 січня на території ризького стадіону СКА був проведений мітинг, ініційований Комуністичною партією Латвії та низкою прорадянських організацій. Кількість учасників, за різними даними, коливалася від 8—10 до 100 тис. чоловік. Учасники мітингу прийняли низку звернень та резолюцій, серед яких головну роль відігравали три: Резолюція Вселатвійських народних зборів, Політична заява Вселатвійського комітету громадського порятунку та Звернення до народів Росії, Верховної Ради СРСР, Верховної Ради РРФСР та президента СРСР М. С. Горбачова. Прийняттям цих документів учасники мітингу вимагали визнання Вселатвійського комітету громадського порятунку як носія державної влади у Латвії та прямого правління М. Горбачова на території Латвії. Політику тодішнього голови Верховної Ради РРФСР Б. Єльцина учасники мітингу піддали жорсткій критиці.
Верховна Рада Латвії 17 січня визнала незаконною діяльність Вселатвійського комітету громадського порятунку. Однак карну справу проти комітету так і не було порушено — причиною цьому стала відмова тодішнього Генерального прокурора Латвії.
20 січня — в ході збройної провокації була обстріляна Вецрига; обстріл призвів до загибелі п'яти чоловік — двох міліціонерів, одного цивільного мешканця та двох працівників місцевого телебачення. Поранення отримали близько десяти співробітників міліції.
3 березня 1991 р. на опитуванні більшість жителів Латвії (включно з майбутніми «негромадянами») висловилися за демократію й незалежність. Остаточно ж незалежність була відновлена 21 серпня 1991, після перевороту ДКНС у Москві. 

## Незалежність
З набуттям незалежності відповідно до Конституції 1992 р. були відновлені політичні, економічні та судові інститути країни. 5—6 червня 1993 р. відбулися вибори нового парламенту — Сейму. Латвія почала проводити серйозні економічні реформи, ввела власну валюту (лат) у 1992 році, провела приватизацію і повернула власність колишнім власникам (реституція). Економіка почала зростати на 5-7 % на рік. У 1992 році Латвія отримала право на Міжнародний валютний фонд, а в 1994 році взяла участь у програмі НАТО «Партнерство заради миру». Також було взято курс на відхід з-під впливу Росії та інтеграцію з європейськими структурами. У лютому 1993 року Латвія ввела візовий режим з Росією, 31 серпня 1994 завершився вивід російських військ з Латвії. 
Наприкінці 1999 року в Гельсінкі глави урядів Європейського Союзу запросили Латвію розпочати переговори щодо вступу до Європейського Союзу.  У лютому 2004 року 19 країн-членів НАТО ратифікували протоколи про вступ Латвії до Північноатлантичного альянсу і 1 травня того ж року разом з іншими двома балтійськими державами була прийнята до Євросоюзу. Латвія стала першою з трьох країн Балтії, яка були прийняті до Світової організації торгівлі.
21 грудня 2007 року Латвія увійшла до складу Шенгенської зони, а з 30 березня 2008 року повністю застосовує встановлені правила.
Жителі Латвії, які були громадянами Латвії до її приєднання до СРСР 17 червня 1940, та їхні нащадки відновили латвійське громадянство. Також продовжували існування посольства Латвійської Республіки у Вашингтоні та Лондоні, які видавали латвійські паспорти латишам — емігрантам і їх нащадкам протягом усього часу перебування Латвії в складі СРСР. Громадяни СРСР, які прибули до Латвії під час його перебування в складі СРСР та їх діти отримали статус «негромадян».
1 січня 2014 року Латвія стала 18-м членом єврозони. У першому півріччі 2015 року Латвія отримала право голосу в Раді Європейського союзу. 2 червня 2016 року Латвія стала 35-м членом Організації економічного співробітництва і розвитку (ОЕСР).